# جبال الكتلة الوسطى
```
جبال الكتلة المركزية
 أو «ماسيف سنرال» (
بالفرنسية
: Massif central) وهي كتلة جبال تقع في وسط 
فرنسا
 وينبع منها العديد من الأنهار الكبيرة.
[
1
]
[
2
]
[
3
]
```

## الجغرافيا
تعتبر جبال الكتلة المركزية كتلة صخرية تحتل وسط النصف الجنوبي من فرنسا. تبلغ مساحة سطحها 85000 كيلومتر مربع، أو حوالي 15٪ من فرنسا المتروبولية (فرنسا بدون الجزر)، وهي أكبر كتلة في البلاد. الكتلة هي على ارتفاع متوسط. وتبلغ ذروتها 1885 متراً في قمة بويي سانسي البركانية (جنوب غرب بوي دو دوم). وعموما، تم تشكلها قبل 500 مليون سنة، على الرغم من أن الانتفاخات البركانية خاصة هي أكثر حداثة، وهذه الأخيرة حدثت على التوالي بعد تشكيل جبال الألب وجبال البرينيه. تعتبر منطقة ماسيف سنترال موطنًا لمعظم البراكين الفرنسية في فرنسا.

## معرض صور

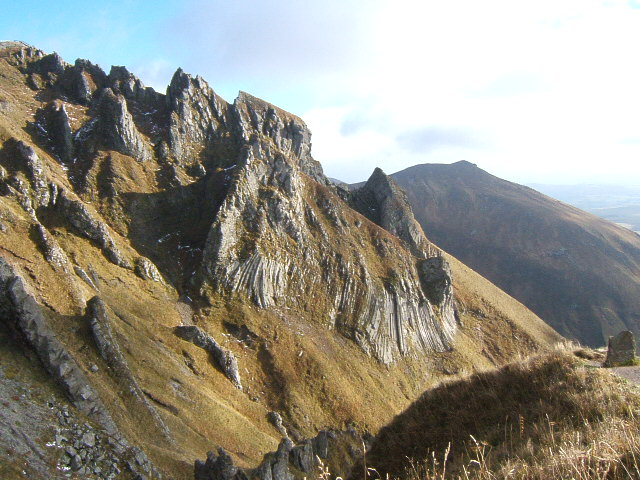
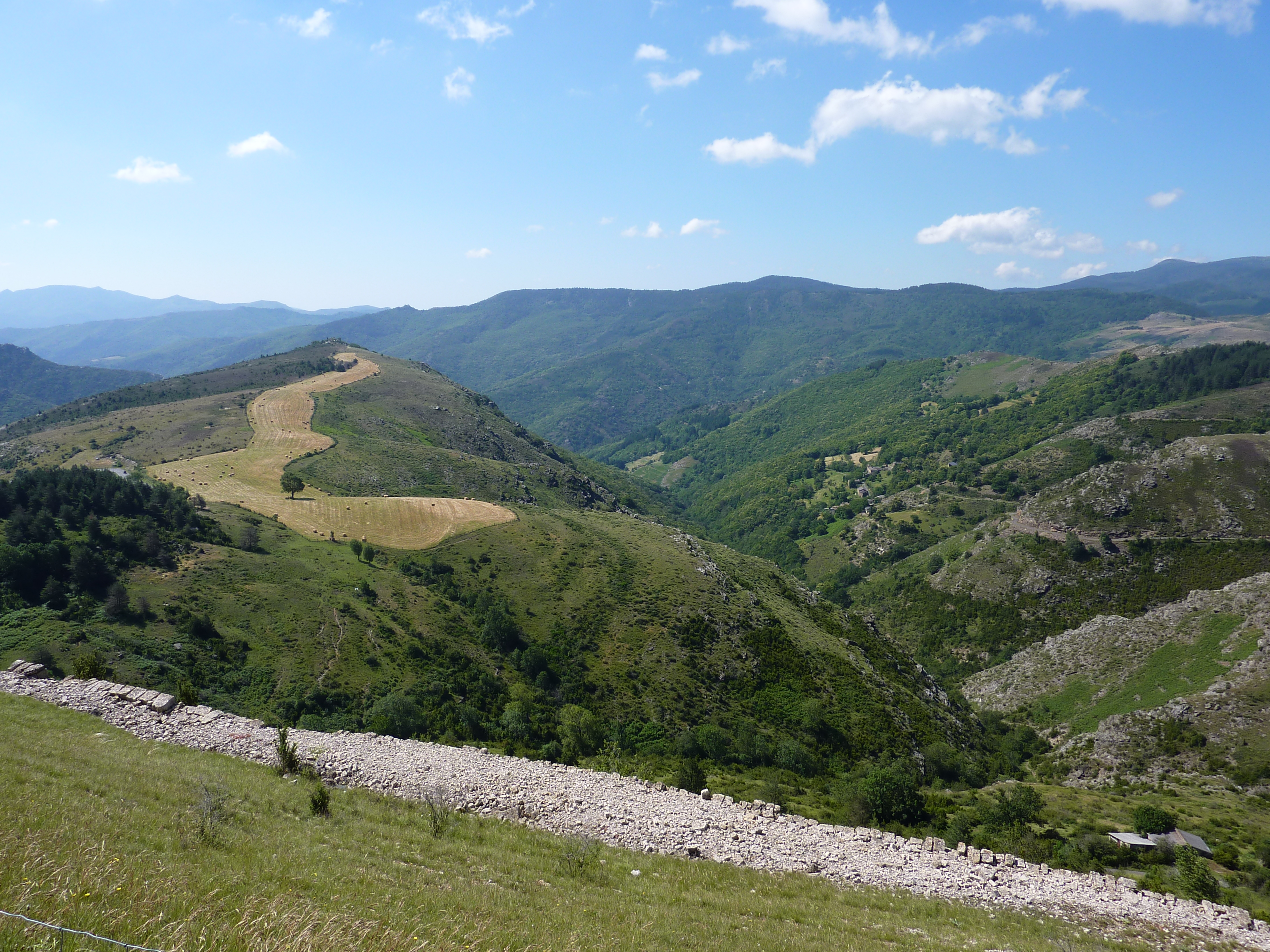
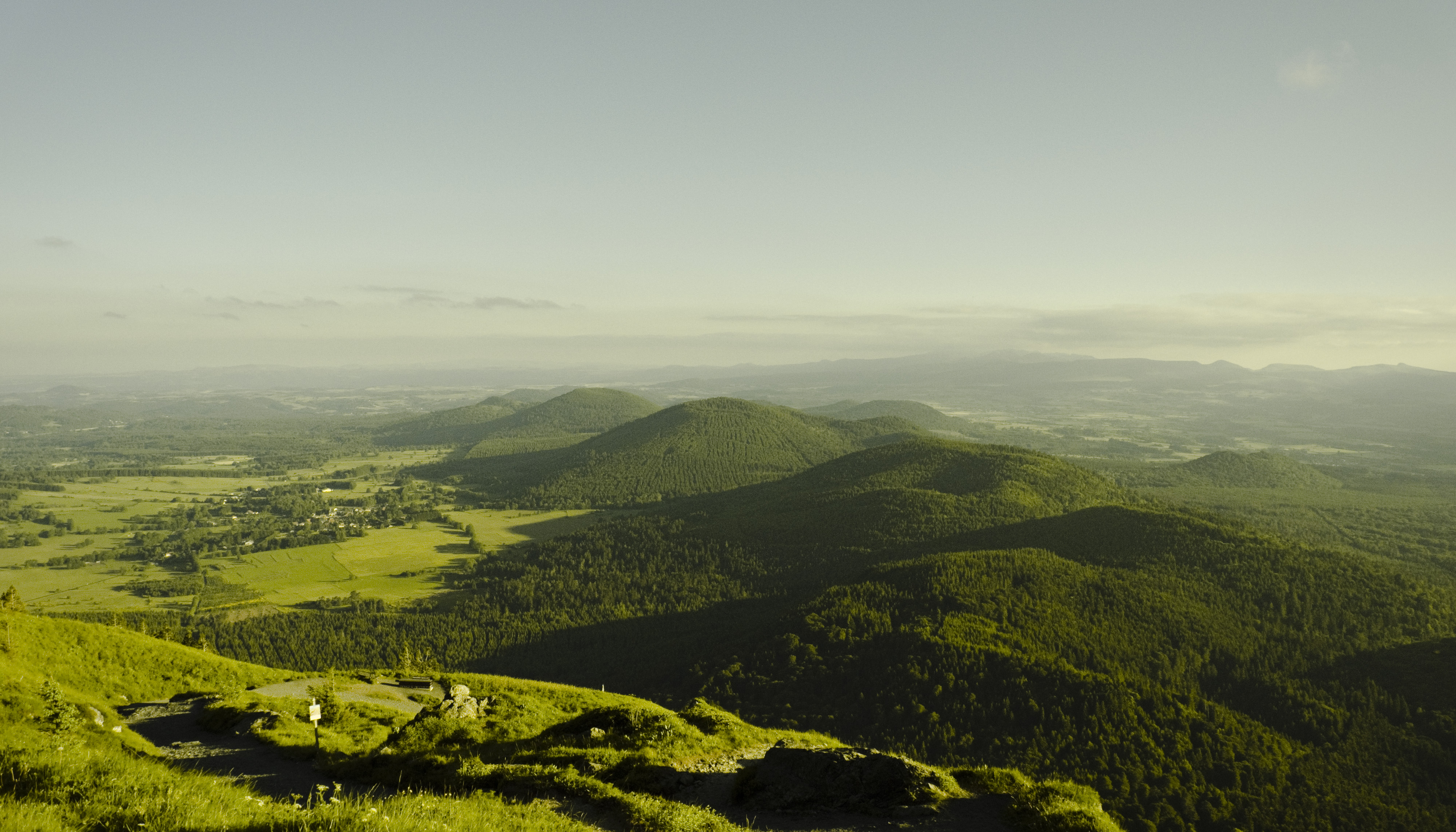
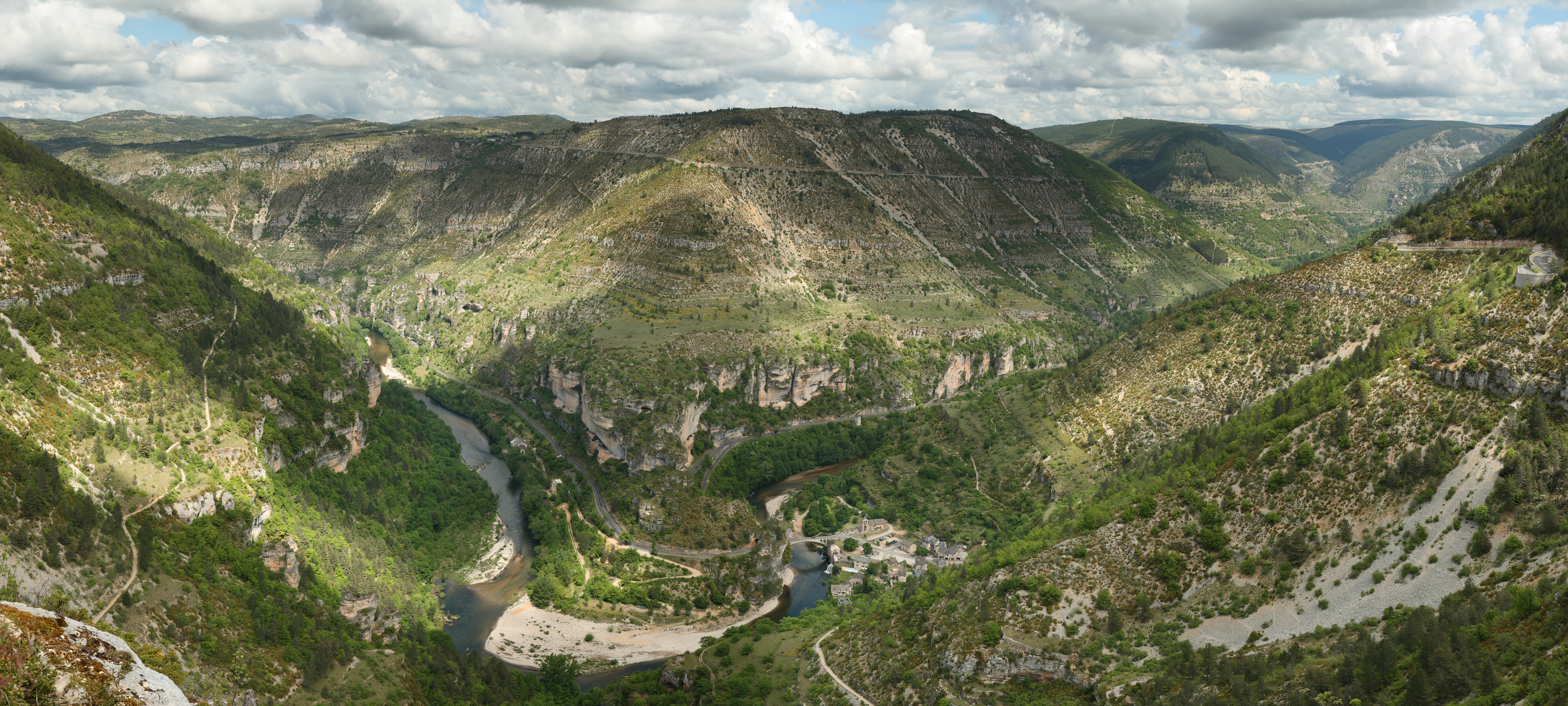